# Sālī-ye Bozorg
Sālī-ye Bozorg (persiska: Sālī, سالی, سالی بزرگ) är en ort i Iran.   Den ligger i provinsen Lorestan, i den västra delen av landet, 400 km sydväst om huvudstaden Teheran. Sālī-ye Bozorg ligger 1 334 meter över havet och antalet invånare är 883.
Terrängen runt Sālī-ye Bozorg är huvudsakligen kuperad, men åt nordväst är den platt.Runt Sālī-ye Bozorg är det ganska tätbefolkat, med 72 invånare per kvadratkilometer. Närmaste större samhälle är Khorramābād, 15,4 km norr om Sālī-ye Bozorg. Omgivningarna runt Sālī-ye Bozorg är i huvudsak ett öppet busklandskap.